# الطالبيين
الطَّالِبيين، أو الطَّالبيُّون، أو بَنُو أبو طالِب، هي تسمية تاريخيَّة عُرف بها كُل من انتَسب إلى أبُو طالِب بن عَبد المُطَّلِب، عمُّ النبيُّ مُحَمَّد، وذلك من خلال عُقب ذُريَّتُه عليُّ بن أبي طالِب، وجَعْفَر بن أبي طالِب، وعَقِيل بن أبي طالِب والذين قادوا عدداً من الثَّورات التاريخيَّة.(باستثناء ابنهُ طالِب الذي لم يعقُب).

## ثورات الطالبيين
ظهرت العديد من الثَّورات التي قام بها الطَّالبيُّون سواء ضد خِلافة بَني أُمَيَّة، أو ضِد خِلافَة بَني العَبَّاس، وذلك لنيل الخِلافَة، والذين يعتبرونها حقاً شرعياً، وكان معظمهم من ذًريَّة عَلِيُّ بن أبي طالِب، اشتُهر منهم حسب ترتيب الأقدمية:
- الحُسَيْن بن عَلِيُّ بن أبي طالِب (أوَّل ثورة من ذرية أبي طالب)
- زَيْد بن عَلي بن الحُسَيْن، من ذًريَّة الحُسَيْن بن عَلِيُّ بن أبي طالِب
- عَبدُ الله بن مُعاوية، من ذُرية جَعْفَر بن أبي طالِب

- مُحَمَّد النَّفس الزكيَّة، من ذُرية الحَسَن بن عَلِيُّ بن أبي طالِب
- الحُسَيْن بن علي الفَخِّي، من ذُرية الحَسَن بن عَلِيُّ بن أبي طالِب
- مُحَمَّد بن جَعْفَر الصَّادق، من ذًريَّة الحُسَيْن بن عَلِيُّ بن أبي طالِب
- الحَسَن بن زَيْد بن مُحَمَّد، من ذُرية الحَسَن بن عَلِيُّ بن أبي طالِب (مؤسس السُّلالة العلويَّة التي حكمت طَبَرسْتان)